# Michal Navrátil (tenista)
Michal Navrátil (* 20. listopadu 1982 Přerov) je český tenisový trenér a bývalý profesionální tenista, syn tenisty a kouče Jaroslava Navrátila. V roce 2006 figuroval na 274. místě žebříčku ATP. Během kariéry vyhrál sedm turnajů na okruhu ITF.

## Osobní život a kariéra
Narodil se 20. listopadu 1982 v Přerově. Je synem bývalého hráče a pozdějšího daviscupového kapitána Jaroslava Navrátila. Svou tenisovou kariéru započal v Národním tenisovém centru na Moravě. 
V roce 1999 se spolu s Ladislavem Chramostou probojoval do finále juniorské čtyřhry na Australian Open, které prohráli ve třech setech s Kristianem Plessem a Jürgenem Melzerem.
Na ATP Tour se jednou dostal do hlavní soutěže. Stalo se tak v roce 2005 s Tomášem Berdychem, kdy dostali divokou kartu do čtyřhry na Campionati Internazionali di Sicilia, ale dvojice musela před zápasem odstoupit.
V roce 2012 zahájil trenérskou činnost. Mezi jeho svěřence se zařadili Adam Pavlásek, Jiří Veselý, Jonáš Forejtek a Dalibor Svrčina. Působí v tenisovém klubu TK Agrofert Prostějov. Několik let působí v trenérském štábu Jiřího Lehečky.